# Леклерк дез Эссар, Луи Николя Марен
Луи Николя Марен Леклерк дез Эссар (фр. Louis Nicolas Marin Leclerc des Essarts; 1770—1820) — французский военный деятель, генерал-лейтенант (1815 год), граф (1809 год), участник революционных и наполеоновских войн. Старший брат генерала Шарля Леклерка.

## Биография
Родился в семье королевского советника Жана-Поля Леклерка (фр. Jean-Paul Leclerc; 1735—1790) и его супруги Луизы Мюскине (фр. Louise Musquinet; 1743—). В 1792 году поступил добровольцем на военную, затем исполнял обязанности адъютанта генерала Сабурё де Фонтене в лагере Мо. В 1793 году стал адъютантом генерала Лапуапа. Леклерк отличился в ходе осаде Тулон, и 16 января 1794 года был произведён народными представителями Баррасом и Фрероном в капитаны. 15 апреля 1794 года стал помощником своего младшего брата, бывшего полковником штаба в Мозельской армии, участвовал в сражении при Флёрюсе. 25 августа 1796 года был уволен со службы.
30 августа 1798 года вернулся на службу, и был зачислен в 6-й гусарский полк. С 25 декабря 1798 года выполнял функции адъютанта при штабе Рейнской армии, участвовал в сражениях 5 мая 1800 года при Мёскирхе и 9 мая 1800 года Биберахе. 3 декабря 1800 года стал адъютантом своим младшего брата, вместе с ним в 1801 году отправился на Санто-Доминго. 7 февраля 1802 года получил звание командира батальона. 2 ноября 1802 года его брат умер от жёлтой лихорадки. Вместе с Полиной Бонапарт, женой Шарля, сопровождал тело брата во Францию.
27 августа 1803 года был произведён в полковники штаба и зачислен в лагерь Брюгге, где 29 августа 1803 года возглавил штаб 1-й пехотной дивизии Удино. С 11 января 1804 года по 30 ноября 1808 года исполнял обязанности начальника штаба 2-й пехотной дивизии генерала Фриана, участвовал в кампаниях 1805, 1806 и 1807 годов, отличился в сражениях при Аустерлице, Ауэрштедте и Эйлау, где под ним убиты три лошади.
29 сентября 1808 года был повышен до бригадного генерала. В ходе кампании 1809 года командовал с 20 мая 2-й, а с 1 июня — 1-й бригадой в составе 3-й пехотной дивизии генерала Гюдена. 6 июля был тяжело ранен в сражении при Ваграме. 16 октября 1809 года женился в Париже на вдове генерала д’Опуля Александрине Сюзанне Доми (фр. Alexandrine Suzanne Daumy). 1 апреля 1811 года возглавил 3-ю бригаду всё в той же дивизии, а 18 июня — вновь 1-ю бригаду. Принимал участие в Русской кампании 1812 года. В октябре, при отступлении Великой Армии из Москвы, командовал арьергардом в сражении при Можайске, где под ним были убиты три лошади, а самого генерала ядро ударило в пятку.
В январе 1813 года возвратился во Францию. Присоединившись к армии, принял участие в Саксонской кампании 1813 года. С 16 июля 1813 года возглавлял 2-ю бригаду 3-й пехотной дивизии генерала Луазона 13-го армейского корпуса маршала Даву. Оборонял с маршалом Гамбург до мая 1814 года. В июне 1814 года возвратился во Францию и с 1 сентября оставался без служебного назначения. Во время «Ста дней» присоединился к Императору, и 26 марта 1815 года был назначен членом Комиссии, ответственной за размещение офицеров на половинной зарплате. 15 апреля стал комендантом Марселя. 15 мая получил звание генерал-лейтенанта, и возглавил 1-ю дивизию Национальной гвардии Сент-Мену. После второй Реставрации с 1 августа 1815 года оставался без служебного назначения. 30 декабря 1818 года помещён в резерв Генерального штаба. Умер 18 мая 1820 года в Париже в возрасте 50 лет и был похоронен на кладбище Пер-Лашез.

## Воинские звания
- Капитан (16 января 1794 года);
- Командир батальона (7 февраля 1802 года, утверждён 18 июня 1802 года);
- Полковник штаба (27 августа 1803 года);
- Бригадный генерал (29 сентября 1808 года);
- Генерал-лейтенант (15 мая 1815 года).

## Титулы

Герб барона.

- Барон Леклерк дез Эссар и Империи (фр. baron Leclerc des Essarts et de l'Empire; декрет от 19 марта 1808 года, патент подтверждён 27 сентября 1808 года);

Герб графа.

- Граф Леклерк дез Эссар и Империи (фр. comte Leclerc des Essarts et de l'Empire; декрет от 15 августа 1809 года, патент подтверждён 9 декабря 1809 года)[1].

## Награды
Легионер ордена Почётного легиона (5 февраля 1804 года)
 Офицер ордена Почётного легиона (14 июня 1804 года)
 Коммандан ордена Почётного легиона (21 сентября 1809 года)
 Кавалер военного ордена Святого Людовика (26 октября 1814 года)